# پترا مده
پترا مده (انگلیسی: Petra Mede; ۷ مارس ۱۹۷۰ – ) مجری تلویزیون، کمدین اهل سوئد بود. وی از سال ۲۰۰۵ میلادی تاکنون مشغول فعالیت بوده است.
پترا مده (زادهٔ ۷ مارس ۱۹۷۰) کمدین، بازیگر، مجری تلویزیون و نویسندهٔ سوئدی است که به خاطر اجرای طنز و سبک خاص خود در مجری‌گری شناخته می‌شود. او به ویژه برای میزبانی مسابقهٔ یوروویژن ۲۰۱۳ و همچنین همکاری در یوروویژن ۲۰۱۶ به شهرت بین‌المللی رسید.

## زندگی و تحصیلات
پترا مده در استکهلم، سوئد متولد شد و در یوتبری بزرگ شد. او در جوانی به رقص باله علاقه داشت اما به دلیل مصدومیت مجبور شد این مسیر را رها کند. پس از آن، به کمدی و اجرای تلویزیونی روی آورد و استعدادش در اجرای شوهای طنز خیلی زود مورد توجه قرار گرفت.

## دوران حرفه‌ای
مده کار خود را به عنوان یک کمدین استندآپ در اوایل دههٔ ۲۰۰۰ آغاز کرد و به سرعت در تلویزیون سوئد به شهرت رسید. او در برنامه‌های متعددی از جمله Parlamentet و Roast på Berns حضور یافت و به خاطر هوش کلامی، طنز تند و شخصیت کاریزماتیک مورد تحسین قرار گرفت.
در سال ۲۰۰۹، او به عنوان مجری مسابقهٔ ملی ملودی‌فستیوالن، که مقدماتی یوروویژن در سوئد است، انتخاب شد. اما نقطهٔ عطف حرفه‌ای او زمانی رقم خورد که به عنوان مجری مسابقه یوروویژن ۲۰۱۳ در مالمو برگزیده شد. اجرای او در این مسابقه، که با طنز خاص و اجرای آهنگ Swedish Smörgåsbord همراه بود، توجه بین‌المللی را به خود جلب کرد.
مده در سال ۲۰۱۶ نیز همراه با مانس زلمرلöv مجری مسابقهٔ یوروویژن در استکهلم شد. او بار دیگر به خاطر اجرای جذاب، طنز هوشمندانه و تسلط بالا بر صحنه تحسین شد.

## فعالیت‌های دیگر
علاوه بر اجرای تلویزیونی، مده در چندین فیلم و سریال سوئدی نقش‌آفرینی کرده است و همچنین به عنوان نویسنده فعالیت می‌کند. او یکی از شخصیت‌های محبوب تلویزیون سوئد است و در برنامه‌های مختلفی همچون Stjärnorna på slottet نیز حضور داشته است.

## افتخارات و جوایز
پترا مده در طول حرفهٔ خود چندین جایزه از جمله جایزهٔ بهترین کمدین زن سوئد را دریافت کرده است و همچنان یکی از چهره‌های تأثیرگذار در تلویزیون و سرگرمی سوئد محسوب می‌شود.

## زندگی شخصی
مده در زندگی شخصی خود فردی مستقل و فعال در حوزه‌های مختلف هنری است. او مادر یک دختر است و زندگی خود را بین فعالیت‌های تلویزیونی، کمدی و نویسندگی تقسیم می‌کند.

## میراث و تأثیر
پترا مده با اجرای بی‌نظیر و طنز خاص خود، چهره‌ای ماندگار در صنعت سرگرمی اروپا محسوب می‌شود. حضور او در یوروویژن و برنامه‌های تلویزیونی، او را به یکی از محبوب‌ترین مجریان سوئد تبدیل کرده است.